# Districtul Sayhut
Sayhut este un district din Yemen. În anul 2003 avea 11746 de locuitori.